# Relations entre la Finlande et Israël
Les relations entre la Finlande et Israël sont des relations internationales entre ces deux pays d'Europe et d'Asie. La Finlande possède une ambassade à Tel Aviv-Jaffa tandis qu'Israël en possède une à Helsinki. Ses deux pays sont membres de l'Union pour la Méditerranée.

## Histoire
Les relations bilatérales entre la Finlande et Israël ont commencé avant l'établissement de l'État d'Israël. Le président finlandais Juho Kusti Paasikivi a annoncé la reconnaissance de facto d'Israël le 11 juin 1948, un mois après la déclaration d'indépendance du pays. La Finlande a officiellement reconnu l'État d'Israël le 18 mars 1949 et des relations diplomatiques furent entreprises le 14 novembre 1950. La Finlande a ouvert une ambassade à Tel Aviv-Jaffa en 1952 et Israël en a ouvert une à Helsinki en 1956.
Le premier représentant de Finlande en Israël a été Toivo Kala, qui a présenté sa lettre d'accréditation au ministre des Affaires étrangères Moshé Sharett. Sharett a dit à Kala qu'il admirait l'empressement de la Finlande de défendre les droits et efforts de se reconstruire après la guerre.
Aujourd'hui, la Finlande et Israël ont de fort liens culturels et scientifiques et quelque 100 000 Finlandais visitent Israël chaque année.

## Relations économiques
En 2005, les exportations finlandaise en Israël représentaient 155,24 millions d'Euros et Israël exportait 95,96 millions d'Euros en Finlande. Israël importe de Finlande la machinerie, les équipements de télécommunications, bois, produits papiers et produits d'industries chimiques. Les principaux objets d'exportation d'Israël vers la Finlande sont la machinerie, les équipements de télécommunications, fruits et légumes israéliens.
En 2004, un programme de coopération technologique entre ses deux pays (FIT) est créé pour la recherche et des projets de développement sur le terrain de l'ICT. l'Office des scientifiques en chef d'Israël et la Tekes en Finlande ont mis cinq millions chaque pour la fondation de l'organisme.
L'association d'échange entre la Finlande et Israël sert d'intermédiaire entre les compagnies israéliennes et finlandaises dans le but de créer de nouveaux contacts économiques. Cette organisation aide à créer des missions d'entreprises en Israël et à en accueillir en Finlande.

## Liens culturels
En 2006, une exposition sur l'histoire des Juifs en Finlande de 1830 à 1970 ouvre ses portes à Beth Hatefutsoth à Tel Aviv-Jaffa.